# Grb Dominikanske Republike
Grb Dominikanske Republike datira iz 1844. godine, a posljednji put je izmijenjen 1930-ih. Na vrhu je geslo države, "Dios, patria, libertad" ("Bog, domovina, sloboda"), a ispod je državna zastava u obliku štita, na kojoj se nalazi šest manjih zastava i Biblija s križem.
Štit je okružen granama lovora s lijeve i palme s desne strane, a na dnu je natpis "Republica Dominicana" ("Dominikanska Republika").